# Пухов, Михаил Павлович
Михаил Павлович Пухов — советский военнослужащий, участник Великой Отечественной войны, полный кавалер ордена Славы, командир отделения 107-го отдельного гвардейского саперного батальона (94-я гвардейская стрелковая дивизия, 5-я ударная армия, вначале 3-й Украинский фронт, затем 1-й Белорусский фронт), гвардии сержант.

## Биография
Михаил Павлович Пухов родился в крестьянской семье в селе Новоникольское Царевского уезда Астраханской губернии (в настоящее время Быковский район Волгоградской области). В 1921 году переехал на жительство в село Песчанокопское Ростовской области. Получил начальное образование, работал сапожником.
В мае 1942 года Песчанокопским райвоенкоматом Ростовской области был призван в ряды Красной армии. С октября 1942 года на фронтах Великой Отечественной войны. Воевал на Сталинградском, Степном и 2-м Украинском фронтах. оборонял Сталинград.
Гвардии красноармеец Пухов в составе группы сапёров проводил инженерную разведку возле села Циркуны северо-восточнее Харькова, когда из строя был выведен командир группы. Пухов заменил его и продолжал выполнять поставленную задачу. В результате был обнаружен, заминированный противником, мост через ручей Вялый. Пухов обнаружил провода, ведущие к зарядам и перерезал их, а затем с остальными сапёрами, под огнём противника, снял взрывные заряды, сохранив мост от подрыва. Пухов неоднократно ходил в тыл противника, минировал дороги, в результате чего на его минах подорвались 3 солдата противника и 1 повозка. Приказом по 94-й гвардейской стрелковой дивизии от 24 сентября 1943 года он был награждён орденом Красной Звезды.
В боях на подступах к Кишинёву в ночь на 23 августа 1944 года гвардии сержант Пухов с группой из 3-х сапёров проделал проход в комбинированном заграждении (2-рядный проволочный забор и мины-фугасы натяжного действия). Под огнём противника, в 20 метрах от переднего края было снято 57 мин и проволочное заграждение на ширину 100 метров, что дало стрелковым подразделениям совершить атаку без потерь. Он был представлен к ордену Красной Звезды. Приказом по 94-й гвардейской стрелковой дивизии от 30 августа 1944 года он был награждён орденом Славы 3-й степени.
В ночь 28—29 января 1945 года при проведении инженерной разведки реки Нитце (Нотець) в западной части города Лукатц-Крёйц (Кшиж-Велькопольский), под сильным автоматно-пулемётным огнём противника, проделал проход в 2-рядном проволочном заграждении из спирали Бруно, обеспечив проход стрелковым подразделениям на западный берег. В ту же ночь он со своим отделением строил мост через реку, стоя по пояс в воде. Сваи были забиты досрочно, что способствовало скорейшему окончанию строительства моста и пропуску войск 26-го гвардейского стрелкового корпуса. Приказом по войскам 5-й ударной армии от 12 марта 1945 года он был награждён орденом Славы 2-й степени.
В ходе разведки боем 15 апреля 1945 года на Кюстринском плацдарме гвардии сержант Пухов со своим отделением обезвредил много мин, проделав под огнём 2 прохода в минных полях противника шириной около 30 метров, что дало возможность стрелкам продвинуться вперед и принудить врага к отходу.
 В уличных боях за Берлин он из личного оружия уничтожил свыше 10 солдат. Указом Президиума Верховного Совета СССР от 15 мая 1946 года он был награждён орденом Славы 1-й степени.
Гвардии сержант Пухов в июле 1945 года был демобилизован. Вернулся на родину. Работал председателем колхоза. Жил в селе Песчанокопское.
Скончался Михаил Павлович Пухов 14 ноября 1950 года.

## Память
- Похоронен в селе Богородицкое Песчанокопского района.